# Stora Övattnet
Stora Övattnet är en sjö i Härryda kommun i Västergötland och ingår i Göta älvs huvudavrinningsområde. Sjön är 8,3 meter djup, har en yta på 0,177 kvadratkilometer och befinner sig 135,5 meter över havet.

Vid sjön finns en badbrygga och en flytande flotte en bit ut. Där finns även en liten strand med några få bänkar. Stranden sköts av de närboende, bland annat Mats Andersson. I mitten av sjön finns några öar. Öster om Stora Övattnet ligger Lilla Övattnet. I dessa sjöar finns det mest abborre och gädda men dock ska det gå mört och även några sutare i sjön. Innan var sjöarna drabbade av svår försurning men det är idag åtgärdat med kalk. För några årtionden sedan fanns även regnbåge, öring och ål i sjön, men på grund av överfiske och inplantering av gädda så blev dessa arter helt och håller utrotade från denna sjö. 
Av de närboende kallas Stora Övattnet för "Övan". Stora Övattnet hade tidigare sandbotten men under byggnationen av den närliggande väg 156 så dumpades alla överblivna massor i sjön vilket ledde till att sjön fick ett tjockt dylager som ligger över den tidigare sandbotten.
Avvattnas av Lillhultsbäcken.

## Delavrinningsområde
Stora Övattnet ingår i delavrinningsområde (640082-129510) som SMHI kallar för Ovan Tvärån. Medelhöjden är 122 meter över havet och ytan är 12,96 kvadratkilometer. Räknas de 6 avrinningsområdena uppströms in blir den ackumulerade arean 91,55 kvadratkilometer. Gullbergsån (Mölndalsån) som avvattnar avrinningsområdet har biflödesordning 3, vilket innebär att vattnet flödar genom totalt 3 vattendrag innan det når havet efter 37 kilometer. Avrinningsområdet består mestadels av skog (81 %). Avrinningsområdet har 0,24 kvadratkilometer vattenytor vilket ger det en sjöprocent på 1,9 %. Bebyggelsen i området täcker en yta av 0,49 kvadratkilometer eller 4 % av avrinningsområdet.